# Alyssum serpyllifolium
Alyssum serpyllifolium är en korsblommig växtart som beskrevs av René Louiche Desfontaines. Alyssum serpyllifolium ingår i släktet stenörter, och familjen korsblommiga växter. IUCN kategoriserar arten globalt som otillräckligt studerad. Inga underarter finns listade i Catalogue of Life.

## Bildgalleri

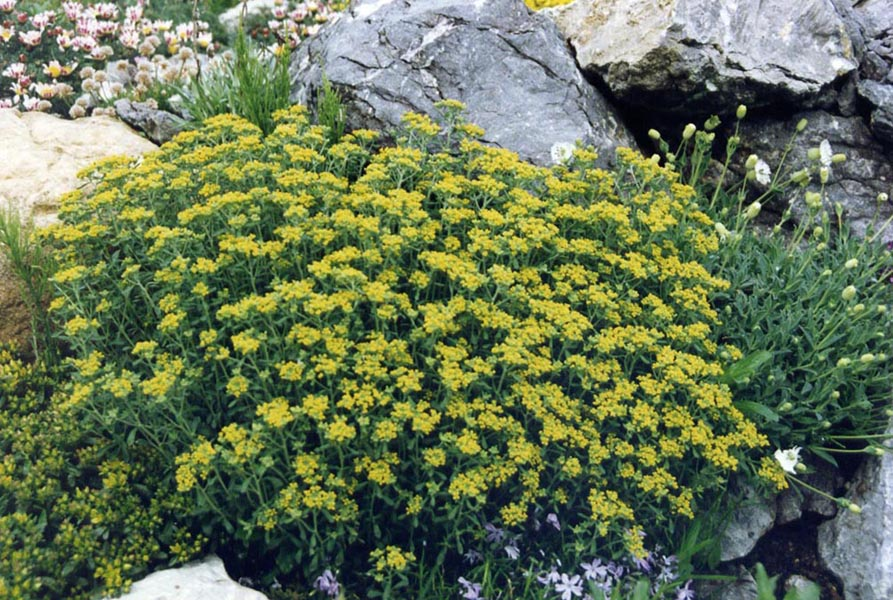